# إيفان هينج
إيفان هينج هو مخرج وممثل سنغافوري، ولد في 20 سبتمبر 1963 في سنغافورة.

## أعمال

### أفلام
- (1997) العنصر الخامس[4][5][6][7]

## وصلات خارجية
- إيفان هينج على موقع IMDb (الإنجليزية)
- إيفان هينج على موقع قاعدة بيانات الفيلم (الإنجليزية)